# Austrogramme asplenioides
Austrogramme asplenioides là một loài dương xỉ trong họ Pteridaceae. Loài này được Hennipman mô tả khoa học đầu tiên năm 1975.
Danh pháp khoa học của loài này chưa được làm sáng tỏ. 